# Lamprias fulvicollis
Lamprias fulvicollis é uma espécie de insetos coleópteros pertencente à família Carabidae. Está presente no território português.